# Berl Fink
Berl Fink (ur. 1866) – żydowski kupiec, przedsiębiorca.

## Życiorys

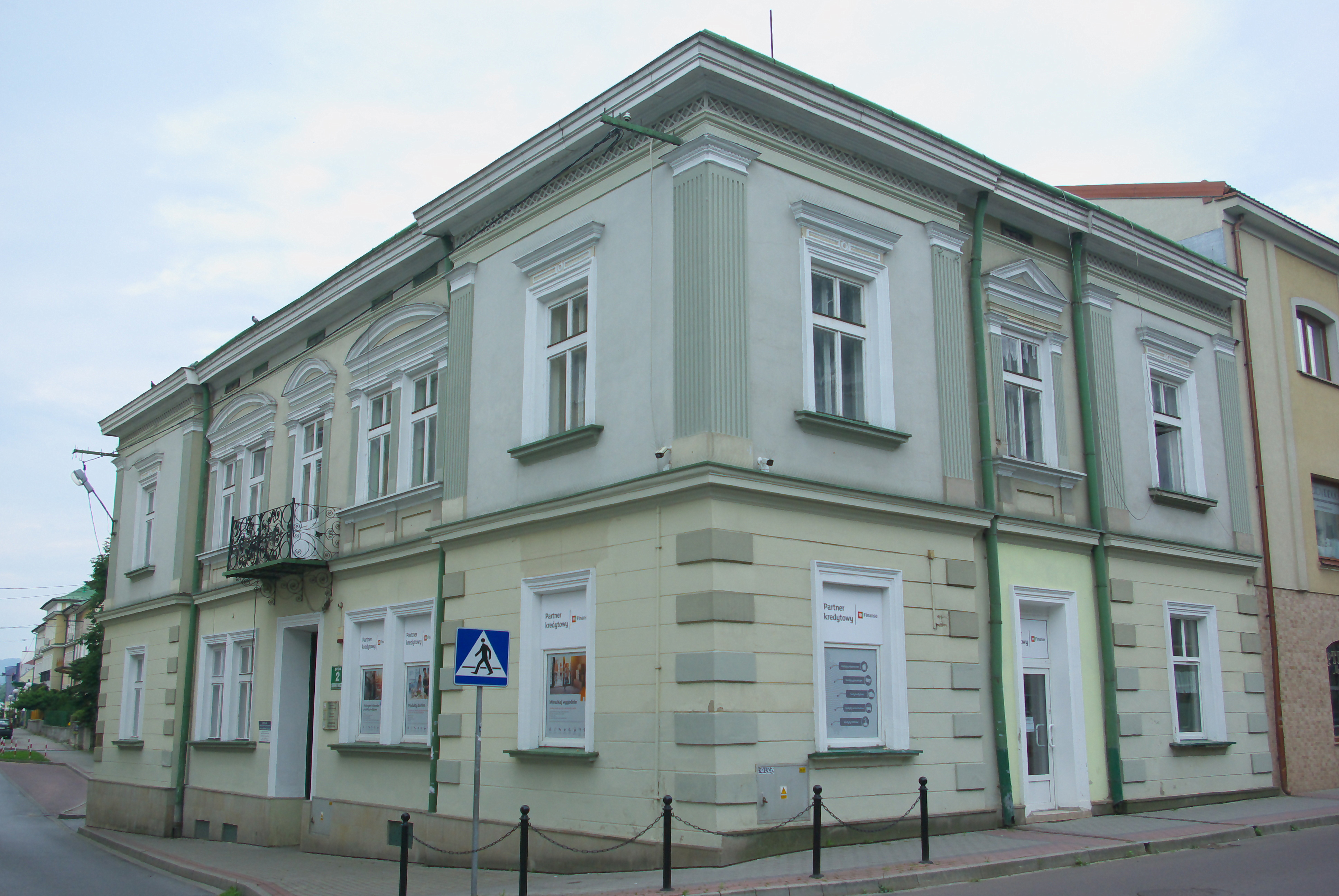
Kamienica przy ul. Henryka Sienkiewicza 2 w Sanoku

Urodził się w 1866. Był kupcem. Uchwałą Rady Miejskiej w Sanoku został uznany przynależnym do gminy Sanok. Na początku XX wieku był określany w Sanoku mianem „kamienicznika”.
W 1896 wygrał przetarg ogłoszony przez Radę Miejską w Sanoku na budowę gmachu dla szkół powszechnych w tym mieście, wybudowany przy ulicy Adama Mickiewicza (obecna siedziba II Liceum Ogólnokształcącego im. Marii Skłodowskiej-Curie w Sanoku). Na przełomie XIX i XX wieku wybudował kamienicę przy ul. Tadeusza Kościuszki 22 w Sanoku. 12 września 1907 udzielono koncesji na prowadzenie na parterze hotelu, restauracji i wyszynku wina Majera Hirsza Hocha. Na wyższych kondygnacjach, na początku XX wieku działało w niej ruskie Towarzystwo Wzajemnego Kredytu „Beskid”, a w latach II Rzeczypospolitej Spółdzielcze Towarzystwo Kredytu i Handlu „Beskid”. Na początku XX wieku posiadał w Sanoku cegielnię (leżąca za starą fabryką). Na swoim gruncie u zbiegu ulicy Henryka Sienkiewicza i ulicy Tadeusza Kościuszki posiadał dwie budki drewniane, z których jedną – przeznaczona na uruchomienie trafiki – w rezultacie porozumienia z Radą Miejską października 1905 i dokonanej zamiany gruntów w drugiej połowie 1905 przeniósł w dalszą część ogrodu celem budowy na działce kamienicy (w drugiej szopie mieścił się szynk noszący przydomek „Przeszkoda”). Budowa kamienicy przy ul. Henryka Sienkiewicza 2 trwała w drugiej połowie 1905. Fink został właścicielem (była określana potocznie jako „kamienica Finka”), którą w okresie II RP wynajmował jako lokale mieszkalne. W tym okresie przed 1939 na stałe zamieszkiwał w Wiedniu i przyjeżdżał do Sanoka raz w roku celem pobrania opłat czynszowych. Według danych urzędowych w 1931 właścicielką budynku przy ul. Sienkiewicza 2 była Mala Fink.
Był żonaty z Goldą Fink. Miał dzieci: synów Hersza wzgl. Henryka (ur. 1888, absolwent C. K. Gimnazjum w Sanoku z 1908), Samuela (ur. 1896), córki Martę (ur. 1891), Rüth wzgl. Rosa (ur. 1903).